# Синяво (платформа)
«Синя́во» (бел. Cіня́ва) — остановочный пункт в Столбцовском районе Минской области. Железнодорожная платформа находится между станцией Столбцы и платформой Осиповщина, рядом с ответвлением магистрали М1, в пятистах метрах от деревни Гнилище и в километре — двух от деревни Вечиторово. 